# Lygodactylus angularis
Lygodactylus angularis (карликовий гекон кутоватий) — вид геконоподібних ящірок родини геконових (Gekkonidae). Мешкає в Центральній і Південній Африці.

## Опис
Довжина кутоватих карликових геконів (разом з хвостом) становить 80-90 мм, максимально 95 мм. Хвіст і решта тіла приблизно однакової довжини. Голова коротка, морда округла, очі великі, зіниці круглі. Тулуб циліндричної форми. Верхня частина тіла має сірувато-коричневе, жовтувато-коричневе або оливкове забарвлення, від ніздрів до очей ідуть темні смуги, хвіст поцяткований темними плямами і смугами. Горло жовте. Виду притаманний статевий диморфізм: живіт у самців рожевий, а у самиць лимонно-жовтий.

## Підвиди
Виділяють два підвиди:
- Lygodactylus angularis angularis Günther, 1893 — Малаві, південний схід Танзанії, Мозамбік і Замбія;
- Lygodactylus angularis grzimeki Bannikov & Darevsky, 1969 — Національний парк Лейк-Маньяра (Танзанія).

Lygodactylus heeneni раніше вважалися підвидом L. angularis, однак були визнані окремим видом.

## Поширення і екологія
Кутоваті карликові гекони мешкають в Замбії, Малаві, Мозамбіку і Танзанії, спостерігалися в Кенії. Вони живуть в сухих і вологих тропічних лісах, на висоті від 1000 до 2300 м над рівнем моря. Спостерігаються на стовбурах дерев. Живляться комахами та іншими безхребетними. Самиці колективно відкладають яйця.